# (10231) 1997 WQ37
A (10231) 1997 WQ37 a Naprendszer kisbolygóövében található aszteroida. A LINEAR program keretében fedezték fel 1997. november 29-én.

## Kapcsolódó szócikk
- Kisbolygók listája (10001–10500)